# Arkham Asylum: A Serious House on Serious Earth
Arkham Asylum: A Serious House on Serious Earth (muitas vezes abreviado para Batman: Arkham Asylum, ou em português Batman: Asilo Arkham) é um romance gráfico de Batman, escrito por Grant Morrison e ilustrado por Dave McKean, originalmente publicado nos Estados Unidos pela DC Comics em 1989. O subtítulo é retirado do poema "Church Going" de Philip Larkin.
O romance gráfico foi a primeira história de Batman escrita por Morrison antes de se tornar um escritor regular em futuros títulos do personagem. Inspirado noutros trabalhos como The Dark Knight Returns, Morrison concebeu a história para ser a sua abordagem pessoal ao personagem, usando muitas referências simbólicas e desconstruindo muitos dos icônicos vilões de Batman. O enredo segue o vigilante Batman, que foi chamado para tentar dominar um motim que teve lugar no Asilo Arkham, um infame hospital psiquiátrico que aloja os mais perigosos super-vilões de Gotham City. Lá dentro, Batman luta contra muitos da sua duradoura galeria de vilões como o Coringa, Duas-Caras, Espantalho e Crocodilo; muitos deles tinham mudado desde a última vez que Batman os tinha visto. À medida que a aventura de Batman continua, tornando-se mais profunda, ele acaba por descobrir as origens do Asilo, porque razão foi estabelecido, a história do seu construtor Amadeus Arkham e o mistério psicológico e supernatural que tem atormentado a área.

## Recepção
Aquando do seu lançamento, Arkham Asylum: A Serious House on Serious Earth foi um sucesso comercial e aclamado pela critica, considerado por muitos como uma das melhores histórias de sempre do Batman, e um dos melhores trabalhos da carreira de Grant Morrison. Já foi descrito como “diferente de qualquer outro livro Batman” e "um dos melhores livros de sempre de super-heróis a agraciar uma estante".
O IGN e a revista Complex colocaram-no em #4 na sua lista dos "25 Melhores Romances Gráficos de Batman". Vários elementos de Arkham Asylum: A Serious House on Serious Earth inspiraram e foram incorporados noutros media relacionados com Batman, como filmes e videojogos. O romance gráfico acabou por se tornar a história definitiva do Asilo Arkham, uma parte critica e fulcral do mito Batman.
Em 1992, a edição brasileira da revista (publicada em 1991 pela editora Abril) ganhou o Troféu HQ Mix de "melhor edição especial estrangeira"
O romance-gráfico também inspirou o jogo eletrônico Batman: Arkham Asylum, de 2009, que também foi muito aclamado pela crítica. Ele pegou diversos elementos como base, incluindo seu tema mais sombrio e sua história que visava 'desconstruir' o herói.